# Saint-Vaast-d'Équiqueville
Saint-Vaast-d'Équiqueville és un municipi francès situat al departament del Sena Marítim i a la regió de Normandia. L'any 2007 tenia 606 habitants.

## Demografia

### Població
El 2007 la població de fet de Saint-Vaast-d'Équiqueville era de 606 persones. Hi havia 224 famílies de les quals 44 eren unipersonals (20 homes vivint sols i 24 dones vivint soles), 68 parelles sense fills, 76 parelles amb fills i 36 famílies monoparentals amb fills.
La població ha evolucionat segons el següent gràfic:
Habitants censats

### Habitatges
El 2007 hi havia 254 habitatges, 225 eren l'habitatge principal de la família, 22 eren segones residències i 7 estaven desocupats. 250 eren cases i 2 eren apartaments. Dels 225 habitatges principals, 168 estaven ocupats pels seus propietaris, 55 estaven llogats i ocupats pels llogaters i 2 estaven cedits a títol gratuït; 2 tenien una cambra, 19 en tenien dues, 41 en tenien tres, 72 en tenien quatre i 91 en tenien cinc o més. 185 habitatges disposaven pel capbaix d'una plaça de pàrquing. A 95 habitatges hi havia un automòbil i a 98 n'hi havia dos o més.

### Piràmide de població
La piràmide de població per edats i sexe el 2009 era:
| Homes | Edats   | Dones |
| ----- | ------- | ----- |
| 0     | 95 o +  | 4     |
| 0     | 90 a 94 | 4     |
| 8     | 85 a 89 | 0     |
| 4     | 80 a 84 | 12    |
| 16    | 75 a 79 | 16    |
| 8     | 70 a 74 | 28    |
| 0     | 65 a 69 | 8     |
| 12    | 60 a 64 | 4     |
| 12    | 55 a 59 | 8     |
| 24    | 50 a 54 | 16    |
| 28    | 45 a 49 | 20    |
| 12    | 40 a 44 | 16    |
| 24    | 35 a 39 | 28    |
| 12    | 30 a 34 | 8     |
| 24    | 25 a 29 | 20    |
| 4     | 20 a 24 | 12    |
| 48    | 15 a 19 | 32    |
| 24    | 10 a 14 | 28    |
| 16    | 5 a 9   | 20    |
| 4     | 0 a 4   | 24    |

## Economia
El 2007 la població en edat de treballar era de 378 persones, 266 eren actives i 112 eren inactives. De les 266 persones actives 238 estaven ocupades (144 homes i 94 dones) i 28 estaven aturades (9 homes i 19 dones). De les 112 persones inactives 47 estaven jubilades, 20 estaven estudiant i 45 estaven classificades com a «altres inactius».

### Ingressos
El 2009 a Saint-Vaast-d'Équiqueville hi havia 223 unitats fiscals que integraven 602 persones, la mediana anual d'ingressos fiscals per persona era de 15.133 €.

### Activitats econòmiques
Dels 14 establiments que hi havia el 2007, 2 eren d'empreses alimentàries, 2 d'empreses de construcció, 3 d'empreses de comerç i reparació d'automòbils, 1 d'una empresa de transport, 3 d'empreses de serveis, 1 d'una entitat de l'administració pública i 2 d'empreses classificades com a «altres activitats de serveis».
Dels 2 establiments de servei als particulars que hi havia el 2009, 1 era una oficina de correu i 1 electricista.
Dels 3 establiments comercials que hi havia el 2009, 1 era una botiga de més de 120 m² i 2 fleques.
L'any 2000 a Saint-Vaast-d'Équiqueville hi havia 15 explotacions agrícoles que ocupaven un total de 504 hectàrees.

## Equipaments sanitaris i escolars
El 2009 hi havia una escola elemental integrada dins d'un grup escolar amb les comunes properes formant una escola dispersa.

## Poblacions més properes
El següent diagrama mostra les poblacions més properes.